# Коцюбинская, Ирина Михайловна
Ирина Михайловна Коцюбинская (укр. Ірина Михайлівна Коцюбинська; 1899—1977) — дочь писателя Михаила Коцюбинского, директор музея Михаила Коцюбинского в Чернигове (с 1956), кандидат филологических наук (1965), Заслуженный работник культуры Украинской ССР.

## Биография
Родилась в Чернигове 30 июня (12 июля) 1899 года в семье украинского писателя и общественного деятеля Михаила Михайловича Коцюбинского и его жены революционерки Веры Устиновны Коцюбинской.
Окончила Черниговскую женскую министерскую гимназию.
В годы Гражданской войны жила в Казани с мужем Абрамом Метрика-Данишевским, детьми (Юрий и Флориан) и матерью Верой Коцюбинской. Сын Юрий умер трёх лет от роду. В 1922 году семья вернулась на Украину, жила в городах Волочиске, Городке, Проскурове. В 1930 году семья переехала в Полтаву, где Абрам Данишевский работал в районной прокуратуре. Впоследствии семья переехала в Харьков, а затем и в Киев.
В 1939 году стала членом ВКП(б)/КПСС, в 1941 года окончила двухгодичную юридическую школу. Во время Великой Отечественной войны эвакуировалась в город Чкалов (ныне Оренбург), где была назначена исполняющим обязанности прокурора области. После эвакуации вернулась в Киев. Заочно окончила юридический институт, более пяти лет работала народным судьей в Киеве, а затем директором дома литераторов Союза писателей Украины.
Затем переехала на родину в Чернигов. В 1958 году при её участии был восстановлен дом украинского писателя и её отца — Михаила Коцюбинского, где разместилась литературная экспозиция. По инициативе Ирины Михайловны возобновились знаменитые «литературные субботы», стали проводиться научные конференции, многочисленные детские утренники, недели детской книги, на которые приглашались писатели. Широкий размах приобрело празднования 100-летия со дня рождения Михаила Михайловича Коцюбинского.
Под руководством Ирины Михайловны было начато строительство нового здания для литературной экспозиции, однако до его открытия она не дожила.
Умерла 8 ноября 1977 года в Чернигове и была похоронена на городском кладбище «Яцево».
И. М. Коцюбинская занималась общественной деятельностью — избиралась депутатом городского совета, членом правления общества охраны памятников истории и культуры.
Она является автором многих публикаций в периодике, написала две книги воспоминаний «Воспоминания и рассказы о М. Коцюбинском» (1965) и «Михаил Коцюбинский» (1969). В 1968 году была принята в Союз писателей Украинской ССР.
Заслуженный работник культуры Украинской ССР, награждена орденом «Знак Почёта» и медалями, в числе которых «За доблестный труд в Великой Отечественной войне 1941—1945 гг.».